# Cephalopactis speciosa
Cephalopactis speciosa là một loài thực vật có hoa trong họ Lan. Loài này được (Wettst.) Asch. & Graebn. mô tả khoa học đầu tiên năm 1907.